# Lussac, Charente
Lussac là một xã thuộc tỉnh Charente trong vùng Nouvelle-Aquitaine tây nam nước Pháp. Xã này có độ cao trung bình 155 mét trên mực nước biển.